# Большое Малинское
Большое Малинское — село в Сандовском муниципальном округе Тверской области России.

## География
Село расположено на левом берегу реки Малина (приток Ратыни) в 18 км на юго-запад от центра муниципального округа посёлка Сандово. 

## История
В 1858 году в селе была построена каменная теплая Тихвинская церковь с 1 престолом. 
В конце XIX — начале XX века село входило в состав Топалковской волости Весьегонского уезда Тверской губернии. В 1889 году в селе было 28 дворов.
С 1929 года село являлось центром Больше-Малинский сельсовета Сандовского района Бежецкого округа Московской области, с 1935 года — в составе Калининской области, с 2005 года — центр Большемалинского сельского поселения, с 2020 года — в составе Сандовского муниципального округа. 
В 1931 году в селе был создан колхоз имени М. И. Калинина, в 1932 году построен Большемалинский льнозавод. В 2004 году АООТ «Большемалинский льнозавод» было признано банкротом, в 2007 году колхоз им.Калинина так же был признан банкротом.

## Население
| 1859 | 1889 | 1997 | 2010 |
| ---- | ---- | ---- | ---- |
| 50   | ↗169 | ↗270 | ↘116 |

## Инфраструктура
В селе имеются Большемалинская основная общеобразовательная школа, детский сад, офис врача общей практики, дом культуры, отделение почтовой связи.